# Lepiseodina rothschildii
Lepiseodina rothschildii is een muggensoort uit de familie van de motmuggen (Psychodidae). De wetenschappelijke naam van de soort werd in 1912 als Telmatoscopus rothschildii gepubliceerd door Alfred Edwin Eaton. Fauna europaea geeft als verspreidingsgebied Duitsland, Frankrijk, de BeNeLux, het Verenigd Koninkrijk en Ierland.